# دونكان جونسون (دي جيه)
دونكان جونسون هو دي جيه كندي، ولد في 17 أغسطس 1938، وتوفي في 11 أكتوبر 2018.